# Niemcy na Letnich Igrzyskach Olimpijskich 1996
Niemcy na Letnich Igrzyskach Olimpijskich 1996 reprezentowało 466 zawodników: 279 mężczyzn i 187 kobiet.

## Zdobyte medale
| Medal  | Zawodnik | Dyscyplina           | Konkurencja                                 | Rezultat                                                                          |
| ------ | --- | -------------------- | ------------------------------------------- | --------------------------------------------------------------------------------- |
| Złoto  | Andreas Wecker | Gimnastyka           | ćwiczenia na drążku mężczyzn                | 9,850 pkt                                                                         |
| Złoto  | Udo Quellmalz | Judo                 | waga do 65 kg mężczyźni                     | w finałowej walce pokonał Japończyka Yukimasa Nakamura                            |
| Złoto  | Isabell Werth | Jeździectwo          | ujeżdżenie indywidualnie                    | na koniu Gigolo – 235,09 pkt                                                      |
| Złoto  | Isabell Werth, Monica Theodorescu, Klaus Balkenhol, Martin Schaudt                                                                             | Jeździectwo          | ujeżdżenie drużynowo                        | 5553 pkt                                                                          |
| Złoto  | Ulrich Kirchhoff | Jeździectwo          | skoki przez przeszkody indywidualnie        | na koniu Jus De Pommes – 1 pkt                                                    |
| Złoto  | Ludger Beerbaum, Ulrich Kirchhoff, Lars Nieberg, Franke Sloothaak                                                                              | Jeździectwo          | skoki przez przeszkody drużynowo            | 1,75 pkt                                                                          |
| Złoto  | Ramona Portwich, Manuela Mucke, Birgit Fischer-Schmidt, Anett Schuck                                                                           | Kajakarstwo          | K-4 500 m kobiet                            | 1:31,07 min                                                                       |
| Złoto  | Kay Bluhm, Torsten Gutsche | Kajakarstwo          | K-2 500 m mężczyzn                          | 1:28,69 min                                                                       |
| Złoto  | Detlef Hofmann, Olaf Winter, Thomas Reineck, Mark Zabel                                                                                        | Kajakarstwo          | K-4 1000 m mężczyzn                         | 2:51,52 min                                                                       |
| Złoto  | Andreas Dittmer, Gunar Kirchbach | Kajakarstwo          | C-2 1000 m mężczyzn                         | 3:31,87 min                                                                       |
| Złoto  | Oliver Fix | Kajakarstwo górskie  | K-1 mężczyzn                                | 141,22 pkt                                                                        |
| Złoto  | Jens Fiedler | Kolarstwo torowe     | sprint mężczyzn                             |                                                                                   |
| Złoto  | Ilke Wyludda | Lekkoatletyka        | rzut dyskiem kobiet                         | 69,66 m                                                                           |
| Złoto  | Astrid Kumbernuss | Lekkoatletyka        | pchnięcie kulą kobiet                       | 20,56 m                                                                           |
| Złoto  | Lars Riedel | Lekkoatletyka        | rzut dyskiem mężczyzn                       | 69,40 mm                                                                          |
| Złoto  | Christian Klees | Strzelectwo          | karabin małokalibrowy leżąc 50 m mężczyźni  | 704,8 pkt                                                                         |
| Złoto  | Ralf Schumann | Strzelectwo          | pistolet szybkostrzelny 25 m mężczyźni      | 698,0 pkt                                                                         |
| Złoto  | Jana Sorgers, Katrin Rutschow-Stomporowski, Kathrin Boron, Kerstin Köppen                                                                      | WIoślarstwo          | czwórka podwójna kobiet                     | 6:27,44 min                                                                       |
| Złoto  | André Steiner, Andreas Hajek, Stephan Volkert, André Willms                                                                                    | Wioślarstwo          | czwórka podwójna mężczyzn                   | 5:56,93 min                                                                       |
| Złoto  | Jochen Schümann, Thomas Flach, Bernd Jäkel | Żeglarstwo           | klasa Soling                                | w finale pokonali załogę Rosji 3:0                                                |
| Srebro | Oktay Urkal | Boks                 | waga lekkopółśrednia (do 63,5 kg)           | w finale przegrał z Kubańczykiem Héctorem Vinentem 13:20                          |
| Srebro | Ramona Portwich, Birgit Fischer-Schmidt | Kajakarstwo          | K-2 500 m kobiet                            | 1:39,68 min                                                                       |
| Srebro | Kay Bluhm, Torsten Gutsche | Kajakarstwo          | K-2 1000 m mężczyzn                         | 3:10,51 min                                                                       |
| Srebro | Frank Busemann | Lekkoatletyka        | dziesięciobój mężczyzn                      | 8706 pkt                                                                          |
| Srebro | Barbara Mensing, Cornelia Pfohl, Sandra Wagner-Sachse                                                                                          | Łucznictwo           | kobiety drużynowo                           | w finałowym pojedynku uległy zepołowi Korei Południowej 235:245                   |
| Srebro | Sandra Völker | Pływanie             | 100 mn stylem dowolnym kobiet               | 54,88 s                                                                           |
| Srebro | Franziska van Almsick | Pływanie             | 200 m stylem dowolnym kobiet                | 1:58,57 min                                                                       |
| Srebro | Dagmar Hase | Pływanie             | 400 m stylem dowolnym kobiet                | 4:08,30 min                                                                       |
| Srebro | Dagmar Hase | Pływanie             | 800 m stylem dowolnym kobiet                | 8:29,91 min                                                                       |
| Srebro | Franziska van Almsick, Kerstin Kielgaß, Anke Scholz, Dagmar Hase, Meike Freitag, Simone Osygus                                                 | Pływanie             | sztafeta 4 × 200 m stylem dowolnym kobiet   | 8:01,55 min                                                                       |
| Srebro | Marc Huster | Podnoszenie ciężarów | waga do 83 kg                               | 382,5 kg                                                                          |
| Srebro | Ronny Weller | Podnoszenie ciężarów | waga powyżej 108 kg                         | 455 kg                                                                            |
| Srebro | Jan Hempel | Skoki do wody        | wieża 10 m                                  | 663,27 pkt                                                                        |
| Srebro | Annika Walter | Skoki do wody        | wieża 10 m kobiety                          | 479,22 pkt                                                                        |
| Srebro | Susanne Kiermayer | Strzelectwo          | trap podwójny kobiet                        | 139 pkt                                                                           |
| Srebro | Petra Horneber | Strzelectwo          | karabin pneumatyczny 10 m                   | 497,4 pkt                                                                         |
| Srebro | Frank Richter, Mark Kleinschmidt, Wolfram Huhn, Marc Weber, Detlef Kirchhoff, Thorsten Streppelhoff, Ulrich Viefers, Roland Baar, Peter Thiede | Wioślarstwo          | ósemka mężczyzn                             | 5:44,58 min                                                                       |
| Srebro | Thomas Zander | Zapasy               | styl klasyczny waga do 82 kg mężczyzn       | w finale uległ Turkowi Hamzie Yerlikaya 0:3                                       |
| Brąz   | Zoltan Lunka | Boks                 | waga musza (do 51 kg)                       | w półfinale przegrał z Kazachem Bołatem Żumadyłowem 18:23                         |
| Brąz   | Thomas Ulrich | Boks                 | waga półciężka (do 81 kg)                   | w półfinale przegrał z Koreańczykiem Lee Seung-Bae 8:12                           |
| Brąz   | Luan Krasniqi | Boks                 | waga ciężka (do 91 kg)                      | w półfinale oddał walkę walkowerm Kubańczykowi Félixowi Savónowi                  |
| Brąz   | Johanna Hagn | Judo                 | waga powyżej 72 kg kobiety                  |                                                                                   |
| Brąz   | Richard Trautmann | Judo                 | waga do 60 kg mężczyźni                     |                                                                                   |
| Brąz   | Marko Spittka | Judo                 | waga do 86 kg mężczyźni                     |                                                                                   |
| Brąz   | Frank Möller | Judo                 | waga powyżej 95 kg mężczyźni                |                                                                                   |
| Brąz   | Thomas Becker | Kajakarstwo górskie  | K-1 mężczyzn                                | 142,79 pkt                                                                        |
| Brąz   | André Ehrenberg, Michael Senft | Kajakarstwo górskie  | C-2 mężczyzn                                | 163,72 min                                                                        |
| Brąz   | Judith Arndt | Kolarstwo torowe     | wyścig na 3000 m na dochodzenie kobiet      |                                                                                   |
| Brąz   | Uta Rohländer, Linda Kisabaka, Anja Rücker, Grit Breuer                                                                                        | Lekkoatletyka        | sztafeta 4 × 400 m kobiet                   | 3:21,14 min                                                                       |
| Brąz   | Florian Schwarthoff | Lekkoatletyka        | bieg na 110 m przez płotki mężczyzn         | 13,17 s                                                                           |
| Brąz   | Andrej Tiwontschik | Lekkoatletyka        | skok o tyczce mężczyzn                      | 5,92 m                                                                            |
| Brąz   | Sandra Völker | Pływanie             | 50 m stylem dowolnym kobiet                 | 25,14 s                                                                           |
| Brąz   | Dagmar Hase | Pływanie             | 200 m stylem dowolnym                       | 1:59,56 min                                                                       |
| Brąz   | Cathleen Rund | Pływanie             | 200 m stylem grzbietowym kobiet             | 2:12,06                                                                           |
| Brąz   | Sandra Völker, Simone Osygus, Antje Buschschulte, Franziska van Almsick, Meike Freitag                                                         | Pływanie             | sztafeta 4 × 100 m stylem dowolnym kobiet   | 3:41,48 min                                                                       |
| Brąz   | Mark Warnecke | Pływanie             | 100 m stylem klasycznym mężczyzn            | 1:01,33 min                                                                       |
| Brąz   | Aimo Heilmann, Christian Keller, Christian Tröger, Steffen Zesner, Konstantin Dubrovin, Oliver Lampe                                           | Pływanie             | sztafeta 4 × 200 m stylem dowolnym mężczyzn | 7:17,71 min                                                                       |
| Brąz   | Christian Tröger, Bengt Zikarsky, Björn Zikarsky, Mark Pinger, Alexander Lüderitz                                                              | Pływanie             | sztafeta 4 × 100 m stylem dowolnym mężczyzn | 3:17,20 min                                                                       |
| Brąz   | Oliver Caruso | Podnoszenie cieżąrów | waga do 91 kg                               | 390 kg                                                                            |
| Brąz   | Anja Fichtel-Mauritz, Monika Weber-Koszto, Sabine Bau                                                                                          | Szermierka           | floret kobiet drużynowo                     | w walce o brązowy medal pokonały zespół Węgier 45:42                              |
| Brąz   | Jörg Roßkopf | Tenis stołowy        | gra pojedyncza mężczyzn                     | w meczu o 3. miejsce pokonał Czecha Petra Korbel 3:1 (21:7, 19:21, 21:18, 21:19)  |
| Brąz   | Marc-Kevin Goellner, David Prinosil | Tenis ziemny         | gra podwójna mężczyzn                       | w meczu o 3. miejsce pokonali Holendów Jacco Eltingh-Paul Haarhuis 2:0 (6:2, 7:5) |
| Brąz   | Thomas Lange | Wioślarstwo          | jedynka mężczyzn                            | 6:47,72 min                                                                       |
| Brąz   | Arawat Sabejew | Zapasy               | styl wolny waga do 100 kg mężczyzn          | w walce o brązowy medal pokonał Białorusina Sergieja Kowalewskiego 7:4            |
| Brąz   | Maik Bullmann | Zapasy               | styl klasyczny waga do 90 kg                | w walce o brązowy medal pokonał Białorusina Aleksandra Sidorenko 2:0              |

## Skład kadry

### Badminton
Kobiety
- Katrin Schmidt, Kerstin Ubben – gra podwójna – 9. miejsce,

Mężczyźni
- Michael Helber – gra pojedyncza – 17. miejsce,
- Oliver Pongratz – gra pojedyncza – 33. miejsce,
- Michael Helber, Michael Keck – gra podwójna – 9. miejsce,

Miksty
- Karen Stechmann, Michael Keck – 17. miejsce,

### Boks
Mężczyźni
- Zoltan Lunka waga musza do 52 kg – 3. miejsce,
- Falk Huste waga piórkowa do 57 kg – 7. miejsce,
- Oktay Urkal waga lekkopółśrednia do 63,5 kg – 2. miejsce,
- Markus Beyer waga lekkośrednia do 71 kg – 7. miejsce,
- Sven Ottke waga średnia do 75 kg – 9. miejsce,
- Thomas Ulrich waga półciężka do 81 kg – 3. miejsce,
- Luan Krasniqi waga ciężka do 91 kg – 3. miejsce,
- René Monse waga superciężka powyżej 91 kg – 6. miejsce,

### Gimnastyka
Kobiety
- Kathleen Stark

wielobój indywidualnie – 55. miejsce,
ćwiczenia wolne – 65. miejsce,
skok przez konia – 45. miejsce,
ćwiczenia na poręczach – 67. miejsce,
ćwiczenia na równoważni – 78. miejsce,
- Yvonne Pioch

wielobój indywidualnie – 72. miejsce,
ćwiczenia wolne – 92. miejsce,
skok przez konia – 90. miejsce,
ćwiczenia na poręczach – 78. miejsce,
ćwiczenia na równoważni – 89. miejsce,
- Magdalena Brzeska – gimnastyka artystyczna – indywidualnie – 10. miejsce,
- Kristin Sroka – gimnastyka artystyczna – indywidualnie – odpadła w eliminacjach,
- Nicole Bittner, Katrin Hoffmann, Anne Jung, Dorte Schiltz, Luise Stäblein, Katharina Wildermut – gimnastyka artystyczna – układ drużynowy – 8. miejsce,

Mężczyźni
- Walerij Belenki

wielobój indywidualnie – 6. miejsce,
ćwiczenia wolne – 21. miejsce,
skok przez konia – 28. miejsce,
ćwiczenia na poręczach – 34. miejsce,
ćwiczenia na drążku – 19. miejsce,
ćwiczenia na kółkach – 15. miejsce,
ćwiczenia na koniu z łękami – 66. miejsce,
- Andreas Wecker

wielobój indywidualnie – 13. miejsce,
ćwiczenia wolne – 32. miejsce,
skok przez konia – 25. miejsce,
ćwiczenia na poręczach – 27. miejsce,
ćwiczenia na drążku – 1. miejsce,
ćwiczenia na kółkach – 5. miejsce,
ćwiczenia na koniu z łękami – 54. miejsce,
- Jan-Peter Nikiferow

wielobój indywidualnie – 23. miejsce,
ćwiczenia wolne – 25. miejsce,
skok przez konia – 48. miejsce,
ćwiczenia na poręczach – 64. miejsce,
ćwiczenia na drążku – 23. miejsce,
ćwiczenia na kółkach – 41. miejsce,
ćwiczenia na koniu z łękami – 36. miejsce,
- Oliver Walther

wielobój indywidualnie – 32. miejsce,
ćwiczenia wolne – 54. miejsce,
skok przez konia – 60. miejsce,
ćwiczenia na poręczach – 57. miejsce,
ćwiczenia na drążku – 34. miejsce,
ćwiczenia na kółkach – 24. miejsce,
ćwiczenia na koniu z łękami – 49. miejsce,
- Karsten Oelsch

wielobój indywidualnie – 75. miejsce,
ćwiczenia wolne – 104. miejsce,
skok przez konia – 75. miejsce,
ćwiczenia na poręczach – 83. miejsce,
ćwiczenia na drążku – 20. miejsce,
ćwiczenia na kółkach – 57. miejsce,
ćwiczenia na koniu z łękami – 84. miejsce,
- Uwe Billerbeck

wielobój indywidualnie – 101. miejsce,
ćwiczenia wolne – 57. miejsce,
skok przez konia – 46. miejsce,
ćwiczenia na poręczach – 35. miejsce,
ćwiczenia na drążku – 36. miejsce,
- Marius Tobă

wielobój indywidualnie – 110. miejsce,
ćwiczenia wolne – 107. miejsce,
ćwiczenia na kółkach – 7. miejsce,
ćwiczenia na koniu z łękami – 92. miejsce,
- Walerij Belenki, Oliver Walther, Jan-Peter Nikiferow, Andreas Wecker, Karsten Oelsch, Uwe Billerbeck, Marius Tobă – wielobój drużynowo – 7. miejsce,

### Hokej na trawie
Kobiety
- Susanne Wollschläger, Birgit Beyer, Vanessa van Kooperen, Tanja Dickenscheid, Nadine Ernsting-Krienke, Simone Thomaschinski-Gräßer, Irina Kuhnt, Melanie Cremer, Franziska Hentschel, Tina Peters, Eva Hagenbäumer, Britta Becker, Natascha Keller, Philippa Suxdorf, Heike Lätzsch, Katrin Kauschke – 6. miejsce,

Mężczyźni
- Christopher Reitz, Michael Knauth, Jan-Peter Tewes, Carsten Fischer, Christian Blunck, Stefan Saliger, Björn Emmerling, Patrick Bellenbaum, Sven Meinhardt, Christoph Bechmann, Oliver Domke, Andreas Becker, Michael Green, Klaus Michler, Volker Fried, Christian Mayerhöfer – 4. miejsce,

### Judo
Kobiety
- Jana Perlberg – waga do 48 kg – 15. miejsce,
- Alexa von Schwichow – waga do 52 kg – 9. miejsce,
- Susann Singer – waga do 61 kg – 9. miejsce,
- Anja von Rekowski – waga do 66 kg – 14. miejsce,
- Hannah Ertel – waga do 72 kg – 7. miejsce,
- Johanna Hagn – waga powyżej 72 kg – 3. miejsce,

Mężczyźni
- Richard Trautmann – waga do 60 kg – 3. miejsce,
- Udo Quellmalz – waga do 65 kg – 1. miejsce,
- Martin Schmidt – waga do 71 kg – 7. miejsce,
- Stefan Dott – waga do 78 kg – 5. miejsce,
- Marko Spittka – waga do 86 kg – 3. miejsce,
- Detlef Knorrek – waga do 95 kg – 21. miejsce,
- Frank Möller – waga powyżej 95 kg – 3. miejsce,

### Jeździectwo
- Isabell Werth – ujeżdżenie indywidualnie – 1. miejsce,
- Monica Theodorescu – ujeżdżenie indywidualnie – 4. miejsce,
- Klaus Balkenhol – ujeżdżenie indywidualnie – 6. miejsce,
- Martin Schaudt – ujeżdżenie indywidualnie – 9. miejsce,
- Nicole Uphoff-Becker – ujeżdżenie indywidualnie – 14. miejsce,
- Isabell Werth, Monica Theodorescu, Klaus Balkenhol, Martin Schaudt – ujeżdżenie drużynowo – 1. miejsce,
- Ulrich Kirchhoff – skoki przez przeszkody indywidualnie – 1. miejsce,
- Lars Nieberg – skoki przez przeszkody indywidualnie – 20. miejsce,
- Ludger Beerbaum – skoki przez przeszkody indywidualnie – 1. miejsce w rundzie kwalifikacyjnej – nie wystartował w rundzie finałowej,
- Franke Sloothaak – skoki przez przeszkody indywidualnie – nie ukończył konkurencji,
- Ludger Beerbaum, Uli Kirchhoff, Lars Nieberg, Franke Sloothaak – skoki przez przeszkody drużynowo – 1. miejsce,
- Hendrik von Paepcke – WKKW indywidualnie – 7. miejsce,
- Herbert Blöcker – WKKW indywidualnie – 16. miejsce,
- Peter Thomsen – WKKW indywidualnie – nie ukończył konkurencji,
- Bodo Battenberg, Bettina Overesch-Böker-Hoy, Jürgen Blum, Ralf Ehrenbrink – WKKW drużynowo – 9. miejsce,

### Kajakarstwo
Kobiety
- Birgit Fischer-Schmidt – K-1 500 m – 4. miejsce,
- Ramona Portwich, Birgit Fischer-Schmidt – K-2 500 m – 2. miejsce,
- Ramona Portwich, Manuela Mucke, Birgit Fischer-Schmidt, Anett Schuck – K-4 500 m – 1. miejsce,
- Elisabeth Micheler-Jones – kajakarstwo górskie – K-1 – 10. miejsce,
- Kordula Striepecke – kajakarstwo górskie – K-1 – 11. miejsce,

Mężczyźni
- Lutz Liwowski

K-1 500 m – 5. miejsce,
K-1 1000 m – 4. miejsce,
- Kay Bluhm, Torsten Gutsche

K-2 500 m – 1. miejsce,
K-2 1000 m – 2. miejsce,
- Detlef Hofmann, Olaf Winter, Thomas Reineck, Mark Zabel – K-4 1000 m – 1. miejsce,
- Thomas Zereske – C-1 500 m – 5. miejsce,
- Patrick Schulze – C-1 1000 m – 4. miejsce,
- Andreas Dittmer, Gunar Kirchbach

C-2 500 m – 4. miejsce,
C-2 1000 m – 1. miejsce,
- Oliver Fix – kajakarstwo górskie – K-1 – 1. miejsce,
- Thomas Becker – kajakarstwo górskie – K-1 – 3. miejsce,
- Jochen Lettmann – kajakarstwo górskie – K-1 – 8. miejsce,
- Martin Lang – kajakarstwo górskie – C-1 – 7. miejsce,
- Vitus Husek – kajakarstwo górskie – C-1 – 12. miejsce,
- Sören Kaufmann – kajakarstwo górskie – C-1 – 17. miejsce,
- André Ehrenberg, Michael Senft – kajakarstwo górskie – C-2 – 3. miejsce,
- Manfred Berro, Michael Trummer – kajakarstwo górskie – C-2 – 4. miejsce,

### Kolarstwo
Kobiety
- Vera Hohlfeld – kolarstwo szosowe – wyścig ze startu wspólnego – 4. miejsce,
- Annett Neumann – kolarstwo torowe – sprint – 4. miejsce,
- Judith Arndt

kolarstwo torowe – wyścig na 3000 m na dochodzenie – 3. miejsce,
kolarstwo torowe – wyścig punktowy – 13. miejsce,
- Regina Marunde – kolarstwo górskie – cross country – 7. miejsce,

Mężczyźni
- Olaf Ludwig – kolarstwo szosowe – wyścig ze startu wspólnego – 16. miejsce,
- Erik Zabel – kolarstwo szosowe – wyścig ze startu wspólnego – 20. miejsce,
- Rolf Aldag – kolarstwo szosowe – wyścig ze startu wspólnego – 28. miejsce,
- Michael Rich

kolarstwo szosowe – wyścig ze startu wspólnego – nie ukończył wyścigu,
kolarstwo szosowe – jazda indywidualna na czas – 10. miejsce,
- Uwe Peschel

kolarstwo szosowe – wyścig ze startu wspólnego – nie ukończył wyścigu,
kolarstwo szosowe – jazda indywidualna na czas – 12. miejsce,
- Jens Fiedler – kolarstwo torowe – sprint – 1. miejsce,
- Eyk Pokorny – kolarstwo torowe – sprint – 7. miejsce,
- Sören Lausberg – kolarstwo torowe – wyścig na 1 km ze startu zatrzymanego – 4. miejsce,
- Heiko Szonn – kolarstwo torowe – wyścig na 4000 m na dochodzenie – 6. miejsce,
- Robert Bartko, Guido Fulst, Danilo Hondo, Heiko Szonn – kolarstwo torowe – wyścig na 4000 m na dochodzenie drużynowo – 9. miejsce,
- Guido Fulst – kolarstwo torowe – wyścig punktowy – 10. miejsce,
- Ralph Berner – kolarstwo górskie – cross country – 10. miejsce,
- Mike Kluge – kolarstwo górskie – cross country – nie ukończył wyścigu,

### Lekkoatletyka
Kobiety
- Melanie Paschke

bieg na 100 m – odpadła w półfinale,
bieg na 200 m – odpadła w półfinale,
- Andrea Philipp – bieg na 100 m – odpadła w ćwierćfinale,
- Silke Lichtenhagen – bieg na 100 m – odpadła w ćwierćfinale,
- Grit Breuer – bieg na 400 m – 8. miejsce,
- Linda Kisabaka – bieg na 800 m – odpadła w półfinale,
- Carmen Wüstenhagen – bieg na 1500 m – odpadła w półfinale,
- Sylvia Kühnemund – bieg na 1500 m – odpadła w półfinale,
- Claudia Lokar – bieg na 5000 m – odpadła w eliminacjach,
- Petra Wassiluk – bieg na 5000 m – odpadła w eliminacjach,
- Kathrin Ullrich-Weßel – bieg na 10 000 m – odpadła w eliminacjach,
- Katrin Dörre-Heinig – maraton – 4. miejsce,
- Sonja Krolik-Oberem – maraton – 8. miejsce,
- Uta Pippig – maraton – nie ukończyła biegu,
- Kristin Patzwahl – bieg na 100 m przez płotki – odpadła w półfinale,
- Birgit Wolf – bieg na 100 m przez płotki – odpadła w ćwierćfinale,
- Heike Meißner – bieg na 400 m przez płotki – 5. miejsce,
- Silvia Rieger – bieg na 400 m przez płotki – 8. miejsce,
- Andrea Philipp, Silke Lichtenhagen, Melanie Paschke, Silke Knoll – sztafeta 4 x 100 m – odpadły w eliminacjach (nie ukończyły biegu eliminacyjnego),
- Uta Rohländer, Linda Kisabaka, Anja Rücker, Grit Breuer – sztafeta 4 x 400 m – 3. miejsce,
- Kathrin Boyde – chód na 10 km – 15. miejsce,
- Beate Gummelt – chód na 10 km – nie ukończyła konkurencji (dyskwalifikaca),
- Alina Astafei – skok wzwyż – 5. miejsce,
- Petra Lobinger – trójskok – nie sklasyfikowana (nie zaliczyła żadnej próby w eliminacjach),
- Ilke Wyludda – rzut dyskiem – 1. miejsce,
- Franka Dietzsch – rzut dyskiem – 4. miejsce,
- Anja Gündler – rzut dyskiem- 11. miejsce,
- Astrid Kumbernuss – pchnięcie kulą – 1. miejsce,
- Stephanie Storp – pchnięcie kulą – 6. miejsce,
- Kathrin Neimke – pchnięcie kulą – 7. miejsce,
- Karen Forkel – rzut oszczepem – 6. miejsce,
- Steffi Nerius – rzut oszczepem – 9. miejsce,
- Silke Renk – rzut oszczepem – 13. miejsce,
- Sabine Braun – siedmiobój – 7. miejsce,
- Mona Steigauf – siedmiobój – 11. miejsce,
- Peggy Beer – siedmiobój – 13. miejsce,

Mężczyźni
- Marc Blume – bieg na 100 m – odpadł w ćwierćfinale,
- Nico Motchebon – bieg na 800 m – 5. miejsce,
- Joachim Dehmel – bieg na 800 m – odpadł w eliminacjach,
- Michael Gottschalk – bieg na 1500 m – odpadł w eliminacjach,
- Dieter Baumann – bieg na 5000 m – 4. miejsce,
- Stéphane Franke

bieg na 5000 m – 14. miejsce,
bieg na 10 000 m – 9. miejsce,
- Konrad Dobler – maraton – 48. miejsce,
- Stephan Freigang – maraton – nie ukończył biegu,
- Florian Schwarthoff – bieg na 110 m przez płotki – 3. miejsce,
- Eric Kaiser – bieg na 110 m przez płotki – odpadł w półfinale,
- Claude Edorh – bieg na 110 m przez płotki – odpadł w ćwierćfinale,
- Steffen Brand – bieg na 3000 m z przeszkodami – 6. miejsce,
- Martin Strege – bieg na 3000 m z przeszkodami – 10. miejsce,
- Kim Bauermeister – bieg na 3000 m z przeszkodami – odpadł w półfinale,
- Michael Huke, Marc Blume, Holger Blume, Florian Schwarthoff, Andreas Ruth[18] – sztafeta 4 × 100 m – odpadli w półfinale (nie ukończyli biegu),
- Rico Lieder, Andreas Hein, Kai Karsten, Thomas Schönlebe – sztafeta 4 × 400 m – odpadli w eliminacjach,
- Nischan Daimer – chód na 20 km – 15. miejsce,
- Robert Ihly – chód na 20 km – 17. miejsce,
- Andreas Erm – chód na 20 km – 24. miejsce,
- Axel Noack – chód na 50 km – 12. miejsce,
- Thomas Wallstab – chód na 50 km – 15. miejsce,
- Ronald Weigel – chód na 50 km – nie ukończył konkurencji,
- Wolfgang Kreißig – skok wzwyż – 9. miejsce,
- Andrej Tiwontschik – skok o tyczce – 3. miejsce,
- Tim Lobinger – skok o tyczce – 7. miejsce,
- Michael Stolle – skok o tyczce – 9. miejsce,
- Georg Ackermann – skok w dal – 21. miejsce,
- Hans-Peter Lott – skok w dal – nie sklasyfikowany (nie zaliczył żadnej próby w eliminacjach),
- Charles Friedek – trójskok – 14. miejsce,
- Oliver-Sven Buder – pchnięcie kulą – 5. miejsce,
- Dirk Urban – pchnięcie kulą – 13. miejsce,
- Michael Mertens – pchnięcie kulą – 16. miejsce,
- Lars Riedel – rzut dyskiem – 1. miejsce,
- Jürgen Schult – rzut dyskiem – 6. miejsce,
- Michael Möllenbeck – rzut dyskiem – 35. miejsce,
- Heinz Weis – rzut młotem – 5. miejsce,
- Claus Dethloff – rzut młotem – 14. miejsce,
- Karsten Kobs – rzut młotem – 18. miejsce,
- Raymond Hecht – rzut oszczepem – 4. miejsce,
- Boris Henry – rzut oszczepem – 5. miejsce,
- Peter Blank – rzut oszczepem – 9. miejsce,
- Frank Busemann – dziesięciobój – 2. miejsce,
- Frank Müller – dziesięciobój – 14. miejsce,
- Dirk-Achim Pajonk – dziesięciobój – 20. miejsce,

### Łucznictwo
Kobiety
- Barbara Mensing – indywidualnie – 8. miejsce,
- Sandra Wagner-Sachse – indywidualnie – 34. miejsce,
- Cornelia Pfohl – indywidualnie – 40. miejsce,
- Barbara Mensing, Cornelia Pfohl, Sandra Wagner-Sachse – drużynowo – 2. miejsce,

### Piłka nożna
Kobiety
- Manuela Goller, Jutta Nardenbach, Birgitt Austermühl, Kerstin Stegemann, Doris Fitschen, Dagmar Pohlmann, Martina Voss, Bettina Wiegmann, Heidi Mohr, Silvia Neid, Patricia Brocker, Sandra Minnert, Pia Wunderlich, Birgit Prinz, Renate Lingor – 5. miejsce,

### Piłka ręczna
Kobiety
- Andrea Bölk, Bianca Urbanke, Christine Lindemann, Csilla Elekes, Eike Bram, Emilia Luca, Eva Kiss-Györi, Franziska Heinz, Grit Jurack, Heike Murrweiss, Marlies Waelzer, Melanie Schliecker, Michaela Erler, Michaela Schanze, Miroslava Ritskiavitchius – 6. miejsce,

Mężczyźni
- Andreas Thiel, Christian Scheffler, Christian Schwarzer, Daniel Stephan, Holger Löhr, Jan Fegter, Jan Holpert, Karsten Kohlhaas, Klaus-Dieter Petersen, Markus Baur, Martin Schmidt, Martin Schwalb, Stefan Kretzschmar, Thomas Knorr, Volker Zerbe – 7. miejsce,

### Piłka wodna
Mężczyźni
- Raúl de la Peña, Ingo Borgmann, Piotr Bukowski, Oliver Dahler, Jörg Dresel, Torsten Dresel, Davor Erjavec, Michael Ilgner, Dirk Klingenberg, René Reimann, Uwe Sterzik, Lars Tomanek, Daniel Voß – 9. miejsce,

### Pływanie
Kobiety
- Simone Osygus – 50 m stylem dowolnym – 14. miejsce,
- Sandra Völker

50 m stylem dowolnym – 3. miejsce,
100 m stylem dowolnym – 2. miejsce,
- Franziska van Almsick

100 m stylem dowolnym – 5. miejsce,
200 m stylem dowolnym – 2. miejsce,
- Dagmar Hase

200 m stylem dowolnym – 3. miejsce,
400 m stylem dowolnym – 2. miejsce,
800 m stylem dowolnym – 2. miejsce,
- Kerstin Kielgaß

400 m stylem dowolnym – 4. miejsce,
800 m stylem dowolnym – 4. miejsce,
- Antje Buschschulte – 100 m stylem grzbietowym – 6. miejsce,
- Cathleen Rund – 200 m stylem grzbietowym – 3. miejsce,
- Anke Scholz

100 m stylem grzbietowym – 10. miejsce,
200 m stylem grzbietowym – 4. miejsce,
- Kathrin Dumitru

100 m stylem klasycznym – 26. miejsce,
200 m stylem klasycznym – 31. miejsce,
- Julia Voitovitsch – 100 m stylem motykowym – 12. miejsce,
- Sabine Herbst-Klenz

200 m stylem motylkowym – 19. miejsce,
200 m stylem zmiennym – 11. miejsce,
400 m stylem zmiennym – 4. miejsce,
- Cathleen Rund – 400 m stylem zmiennym – 21. miejsce,
- Sandra Völker, Simone Osygus, Antje Buschschulte, Franziska van Almsick, Meike Freitag[13] – sztafeta 4 x 100 m stylem dowolnym – 3. miejsce,
- Franziska van Almsick, Kerstin Kielgaß, Anke Scholz, Dagmar Hase, Meike Freitag[13], Simone Osygus[13] – sztafeta 4 x 200 m stylem dowolnym – 2. miejsce,
- Antje Buschschulte, Kathrin Dumitru, Franziska van Almsick, Sandra Völker – sztafeta 4 x 100 m stylem zmiennym – 6. miejsce,

Mężczyźni
- Bengt Zikarsky – 50 m stylem dowolnym – 10. miejsce,
- Alexander Lüderitz – 50 m stylem dowolnym – 21. miejsce,
- Christian Tröger – 100 m stylem dowolnym – 10. miejsce,
- Björn Zikarsky – 100 m stylem dowolnym – 11. miejsce,
- Aimo Heilmann – 200 m stylem dowolnym – 9. miejsce,
- Jörg Hoffmann

400 m stylem dowolnym – 7. miejsce,
1500 m stylem dowolnym – 7. miejsce,
- Sebastian Wiese – 400 m stylem dowolnym – 10. miejsce,
- Steffen Zesner – 1500 m stylem dowolnym – 9. miejsce,
- Ralf Braun

100 m stylem grzbietowym – 7. miejsce,
200 m stylem grzbietowym – 18. miejsce,
- Stev Theloke – 100 m stylem grzbietowym – 14. miejsce,
- Mark Warnecke – 100 m stylem klasycznym – 3. miejsce,
- Oliver Lampe

100 m stylem motylkowym – 21. miejsce,
200 m stylem motylkowym – 12. miejsce,
- Chris-Carol Bremer – 200 m stylem motylkowym – 16. miejsce,
- Christian Keller – 200 m stylem zmiennym – 9. miejsce,
- Stev Theloke – 200 m stylem zmiennym – 12. miejsce,
- Christian Tröger, Bengt Zikarsky, Björn Zikarsky, Mark Pinger, Alexander Lüderitz[18] – sztafeta 4 × 100 m stylem dowolnym – 3. miejsce
- Aimo Heilmann, Christian Keller, Christian Tröger, Steffen Zesner, Konstantin Dubrovin[18], Oliver Lampe[18] – sztafeta 4 × 200 m stylem dowolnym – 3. miejsce,
- Ralf Braun, Mark Warnecke, Christian Keller, Björn Zikarsky, Oliver Lampe[18], Stev Theloke[18] – sztafeta 4 × 100 m stylem zmiennym – 4. miejsce,

### Podnoszenie ciężarów
Mężczyźni
- Andreas Behm – waga do 70 kg – 10. miejsce,
- Ingo Steinhöfel – waga do 76 kg – 6. miejsce,
- Andrey Poitschke – waga do 76 kg – 10. miejsce,
- Marc Huster – waga do 83 kg – 2. miejsce,
- Oliver Caruso – waga do 91 kg – 3. miejsce,
- Igor Sadykov – waga do 99 kg – 7. miejsce,
- Mario Kalinke – waga do 108 kg – 9. miejsce,
- Dimitri Prochorow – waga do 108 kg – 11. miejsce,
- Ronny Weller – waga powyżej 108 kg – 2. miejsce,
- Manfred Nerlinger – waga powyżej 108 kg – 6. miejsce,

### Siatkówka
Kobiety
- Susanne Lahme, Tanja Hart, Constance Radfan, Sylvia Roll, Ute Steppin, Karin Horninger, Ines Pianka, Christina Schultz, Claudia Wilke, Nancy Celis, Grit Jensen-Naumann, Hanka Pachale – 8. miejsce,
- Beate Bühler, Danja Müsch – siatkówka plażowa – 7. miejsce,

Mężczyźni
- Jörg Ahmann, Axel Hager – siatkówka plażowa – 9. miejsce,

### Skoki do wody
Kobiety
- Claudia Bockner – trampolina 3 m – 11. miejsce,
- Simona Koch – trampolina 3 m – 16. miejsce,
- Annika Walter – wieża 10 m – 2. miejsce,
- Ute Wetzig – wieża 10 m – 12. miejsce,

Mężczyźni
- Jan Hempel

trampolina 3 m – 7. miejsce,
wieża 10 m – 2. miejsce,
- Andreas Wels – trampolina 3 m – 12. miejsce,
- Michael Kühne – wieża 10 m – 8. miejsce,

### Strzelectwo
Kobiety
- Anke Völker-Schumann

pistolet pneumatyczny 10 m – 27. miejsce,
pistolet sportowy 25 m – 23. miejsce,
- Petra Horneber – karabin pneumatyczny 10 m – 2. miejsce,
- Bettina Knells – karabin pneumatyczny 10 m – 36. miejsce,
- Kirsten Obel – karabin małokalibrowy trzy pozycje 50 m – 4. miejsce,
- Petra Horneber – karabin małokalibrowy trzy pozycje 50 m – 9. miejsce,
- Susanne Kiermayer – podwójny trap – 2. miejsce,

Mężczyźni
- Artur Gevorgjan

pistolet pneumatyczny 10 m – 9. miejsce,
pistolet dowolny 50 m – 37. miejsce,
- Hans-Jürgen Neumaier

pistolet pneumatyczny 10 m – 9. miejsce,
pistolet dowolny 50 m – 35. miejsce,
- Ralf Schumann – pistolet szybkostrzelny 25 m – 1. miejsce,
- Daniel Leonhard – pistolet szybkostrzelny 25 m – 8. miejsce,
- Maik Eckhardt

karabin pneumatyczny 10 m – 9. miejsce,
karabin małokalibrowy, trzy pozycje 50 m – 10. miejsce,
- Hans Riederer – karabin pneumatyczny 10 m – 18. miejsce,
- Christian Klees

karabin małokalibrowy, trzy pozycje 50 m – 37. miejsce,
karabin małokalibrowy, leżąc 50 m – 1. miejsce,
- Bernd Rücker – karabin małokalibrowy, leżąc 50 m – 11. miejsce,
- Jens Zimmermann – ruchoma tarcza 10 m – 7. miejsce,
- Michael Jakosits – ruchoma tarcza 10 m – 11. miejsce,
- Karsten Bindrich

trap – 9. miejsce,
podwójny trap – 15. miejsce,
- Jörg Damme – trap – 20. miejsce,
- Uwe Möller – trap – 49. miejsce,
- Waldemar Schanz – podwójny trap – 22. miejsce,
- Bernhard Hochwald – skeet – 20. miejsce,
- Axel Wegner – skeet – 26. miejsce,
- Jan-Henrik Heinrich – 26. miejsce,

### Szermierka
Kobiety
- Monika Weber-Koszto – floret indywidualnie – 5. miejsce,
- Anja Fichtel-Mauritz – floret indywidualnie – 10. miejsce,
- Sabine Bau – floret indywidualnie – 12. miejsce,
- Anja Fichtel-Mauritz, Monika Weber-Koszto, Sabine Bau – floret drużynowo – 3. miejsce,
- Eva-Maria Ittner – szpada indywidualnie – 7. miejsce,
- Claudia Bokel – szpada indywidualnie – 9. miejsce,
- Katja Nass – szpada indywidualnie – 12. miejsce,
- Claudia Bokel, Eva-Maria Ittner, Katja Nass – szpada drużynowo – 7. miejsce,

Mężczyźni
- Wolfgang Wienand – floret indywidualnie – 4. miejsce,
- Uwe Römer – floret indywidualnie – 11. miejsce,
- Alexander Koch – floret indywidualnie – 22. miejsce,
- Alexander Koch, Uwe Römer, Wolfgang Wienand – floret drużynowo – 6. miejsce,
- Marius Strzalka – szpada indywidualnie – 8. miejsce,
- Arnd Schmitt – szpada indywidualnie – 10. miejsce,
- Elmar Borrmann – szpada indywidualnie – 16. miejsce,
- Elmar Borrmann, Arnd Schmitt, Marius Strzalka – szpada drużynowo – 4. miejsce,
- Felix Becker – szabla indywidualnie – 5. miejsce,
- Steffen Wiesinger – szabla indywidualnie – 8. miejsce,
- Frank Bleckmann – szabla indywidualnie – 21. miejsce,
- Felix Becker, Frank Bleckmann, Steffen Wiesinger – szabla drużynowo – 8. miejsce,

### Tenis stołowy
Kobiety
- Nicole Struse – gra pojedyncza – 5. miejsce,
- Jie Schöpp – gra pojedyncza – 17. miejsce,
- Olga Nemes – gra pojedyncza – 17. miejsce,
- Elke Schall-Wosik, Nicole Struse – gra podwójna – 9. miejsce,
- Jie Schöpp, Olga Nemes – gra podwójna – 9. miejsce,

Mężczyźni
- Jörg Roßkopf – gra pojedyncza – 3. miejsce,
- Peter Franz – gra pojedyncza – 17. miejsce,
- Jörg Roßkopf, Steffen Fetzner – gra podwójna – 4. miejsce,

### Tenis ziemny
Kobiety
- Anke Huber – gra pojedyncza – 9. miejsce,

Mężczyźni
- David Prinosil – gra pojedyncza – 33. miejsce,
- Marc-Kevin Goellner – gra pojedyncza – 33. miejsce,
- Marc-Kevin Goellner, David Prinosil – gra podwójna – 3. miejsce,

### Wioślarstwo
Kobiety
- Meike Evers – jedynka – 13. miejsce,
- Jana Thieme, Manuela Lutze – dwójka podwójna – 5. miejsce,
- Kathrin Haacker, Stefani Werremeier – dwójka bez sternika – 4. miejsce,
- Michelle Darvill, Ruth Kaps – dwójka podwójna wagi lekkiej – 8. miejsce,
- Jana Sorgers, Katrin Rutschow-Stomporowski, Kathrin Boron, Kerstin Köppen – czwórka podwójna – 1. miejsce,
- Ina Justh, Antje Rehaag, Kathleen Naser, Andrea Gesch, Dana Pyritz, Micaela Schmidt, Anja Pyritz, Ute Schell-Wagner-Stange, Daniela Neunast – ósemka – 8. miejsce,

Mężczyźni
- Thomas Lange – jedynki – 3. miejsce,
- Sebastian Mayer, Roland Opfer – dwójka podwójna – 6. miejsce,
- Matthias Ungemach, Colin von Ettingshausen – dwójka bez sternika – 15. miejsce,
- Peter Uhrig, Ingo Euler – dwójka podwójna wagi lekkiej – 11. miejsce,
- André Steiner, Andreas Hajek, Stephan Volkert, André Willms – czwórka podwójna – 1. miejsce,
- Stefan Forster, Ike Landvoigt, Claas Peter Fischer, Stefan Scholz – czwórka bez sternika – 9. miejsce,
- Tobias Rose, Martin Weis, Michael Buchheit, Bernhard Stomporowski – czwórka bez sternika wagi lekkiej – 5. miejsce,
- Frank Richter, Mark Kleinschmidt, Wolfram Huhn, Marc Weber, Detlef Kirchhoff, Thorsten Streppelhoff, Ulrich Viefers, Roland Baar, Peter Thiede – ósemka – 2. miejsce,

### Zapasy
Mężczyźni
- Oleg Kutczerenko – styl klasyczny waga do 48 kg – 12. miejsce,
- Alfred Ter-Mkrtczyan – styl klasyczny waga do 52 kg – 9. miejsce,
- Rifat Jildiz – styl klasyczny waga do 57 kg – . miejsce,
- Erik Hahn – styl klasyczny waga do 74 kg – 4. miejsce,
- Thomas Zander – styl klasyczny waga do 82 kg – 2. miejsce,
- Maik Bullmann – styl klasyczny waga do 90 kg – 3. miejsce,
- René Schiekel – styl klasyczny waga do 130 kg – 6. miejsce,
- Jürgen Scheibe – styl wolny waga do 74 kg – 13. miejsce,
- Alexander Leipold – styl wolny waga do 82 kg – 5. miejsce,
- Heiko Balz – styl wolny waga do 90 kg – 12. miejsce,
- Arawat Sabejew – styl wolny waga do 100 kg – 3. miejsce,
- Sven Thiele – styl wolny waga do 130 kg – 6. miejsce,

### Żeglarstwo
- Sibylle Powarzynski – windsurfing kobiety – 6. miejsce,
- Susanne Meyer-Bauckholt, Katrin Adlkofer – klasa 470 kobiety – 5. miejsce,
- Matthias Bornhäuser – windsurfing mężczyzn – 10. miejsce,
- Michael Fellmann – klasa Finn – 20. miejsce,
- Roland Rensch, Torsten Haverland – klasa 470 mężczyźni – 12. miejsce,
- Stefan Warkalla – klasa Laser – 5. miejsce,
- Frank Butzmann, Kai Falkenthal – klasa Star – 10. miejsce,
- Roland Gäbler, Frank Parlow – klasa Tornado – 7. miejsce,
- Jochen Schümann, Thomas Flach, Bernd Jäkel – klasa Soling – 1. miejsce,